# Тогури, Ива
Ива (Айва) Икуко Тогури Д’Акино (англ. Iva Ikuko Toguri D'Aquino) или Айва Икуко Тогури (яп. 戸栗郁子 アイバ Тогури Икуко Айба); 4 июля 1916 — 26 сентября 2006) — американская радиоведущая японского происхождения, которая во время Второй мировой войны работала в англоязычной редакции службы Токийского радио и вела англоязычную программу «The Zero Hour». Себя Ива называла «Сироткой Энни», однако среди японцев и американцев она получила негласное прозвище «Токийская Роза», которым называли англоязычных женщин-радиоведущих, выходивших в японском эфире и осуществлявших антиамериканскую и прояпонскую пропаганду на Тихоокеанском театре военных действий.
После поражения Японии Тогури была арестована военными США и около года находилась под стражей, после чего была отпущена на свободу. Министерство юстиции США не усмотрело ничего противозаконного или опасного в её радиопередачах, однако при попытке вернуться в США ФБР возобновило расследование в отношении Тогури и завело уголовное дело по обвинению в государственной измене. Прокуратура США признала её виновным по восьми пунктам обвинения в государственной измене (сама Ива не признавала себя виновной), а суд приговорил её к 10 годам лишения свободы, из которых Ива отсидела шесть. Позже расследование, организованное журналистами и правительственными чиновниками, установило, что ключевые свидетели обвинения сфальсифицировали свои показания. В 1977 году Президент США Джеральд Форд помиловал её.

## Ранние годы
Ива Икуко Тогури родилась 4 июля 1916 года в Лос-Анджелесе в семье японских эмигрантов. Её отец Дзюн Тогури приехал в США в 1899 году, а мать Фуми — в 1913 году. Ива была девочкой-скаутом, воспитывалась как христианка. Училась в школах Мехико и Сан-Диего, позже вернулась в Лос-Анджелес, где училась в средней школе. Окончила Калифорнийский университет в Лос-Анджелесе в 1940 году по специальности «зоология». В 1940 году на президентских выборах поддерживала республиканского кандидата.
5 июля 1941 года Тогури отправилась в Японию из Сан-Педро, чтобы посетить больную тётку. Государственный департамент США предоставил ей Сертификат идентификации (англ. Certificate of Identification), поскольку у Тогури не было паспорта. В августе Тогури обратилась к вице-консулу США с просьбой о получении паспорта, желая вернуться в США. Запрос был перенаправлен Государственному департаменту, однако в 1942 году, уже после нападения на Перл-Харбор и начала войны США против Японии прошение было отклонено.

## The Zero Hour

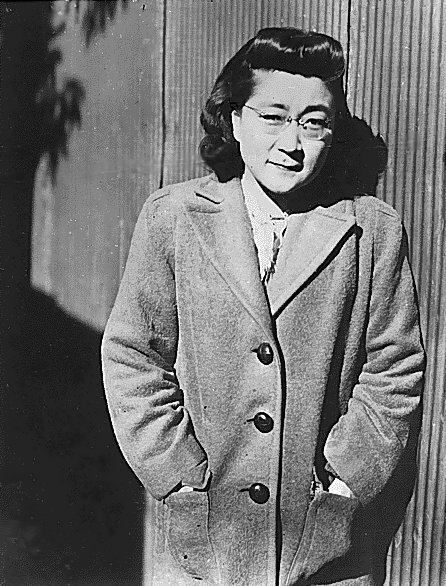
Тогури в декабре 1944 года на Токийском радио

Многим американцам, оказавшимся на территории Японской империи, японское правительство поставило требование отказаться от гражданства, однако Тогури не пошла на это. Её признали гражданской вражеского государства и отказались выдавать еду по талонам. Чтобы не пропасть с голода, она устроилась работать стенографисткой в японском информационном агентстве, а позже перешла на токийское радио.
В ноябре 1943 года пленных граждан США и других стран антигитлеровской коалиции направили на принудительные работы — Ива обязалась осуществлять прояпонскую и антиамериканскую пропаганду в радиопередаче «The Zero Hour» под надзором пленного майора австралийской армии Чарльза Кузенса, ранее работавшего на радио и попавшего в плен под Сингапуром. Кузенс работал совместно с капитаном Армии США Уоллесом Инсом и лейтенантом Армии Филиппин Нормандо Ильдефонсо (Норманом) Рейесом. Тогури тайно приносила еду узникам лагеря военнопленных, где сидели Инс и Кузенс, завоевав их доверие. Она отказалась зачитывать антиамериканские обращения, однако Кузенс и Инс обещали, что будут составлять тексты, в которых ничего не будет оглашаться что-либо против США, и в текстах, которые зачитывала Ива, ничего антиамериканского не было обнаружено. В ноябре 1943 года Ива и Кузенс предприняли несколько попыток превратить прояпонскую пропаганду в посмешище — так, она стала нести откровенную чушь в эфире («Я тот солнечный лучик, которому вы, наши друзья, вернее — враги, охотно бы перерезали глотку»); впрочем, всерьёз радио никто не воспринимал.
Тогури участвовала в комедийных скетчах и вела музыкальные эфиры, но никогда не выступала в основных выпусках программ, ограничиваясь всего двумя или тремя минутами. Она зарабатывала всего около 150 иен в месяц (7 долларов США по тем временам), но тратила часть средств на покупку еды для военнопленных. В своих эфирах она неоднократно обращалась к американцам, ставя американскую музыку и используя американские жаргонные слова. Тем не менее, с лета 1943 года среди американцев и их союзников пошли слухи о группе американок, осуществлявших антиамериканскую пропаганду и промывание мозгов солдатам и офицерам на фронте, которую назвали «Токийская Роза», хотя прямых доказательств причастности Ивы Тогури или кого-то ещё к этой пропаганде не было. Всего Ива провела около 340 выпусков шоу «The Zero Hour», представляясь как Энн (Ann, сокращение от Announcer — «ведущая») и «Сиротка Энни» (англ. Orphan Annie), в честь героини комиксов.

## Послевоенный суд

### Арест

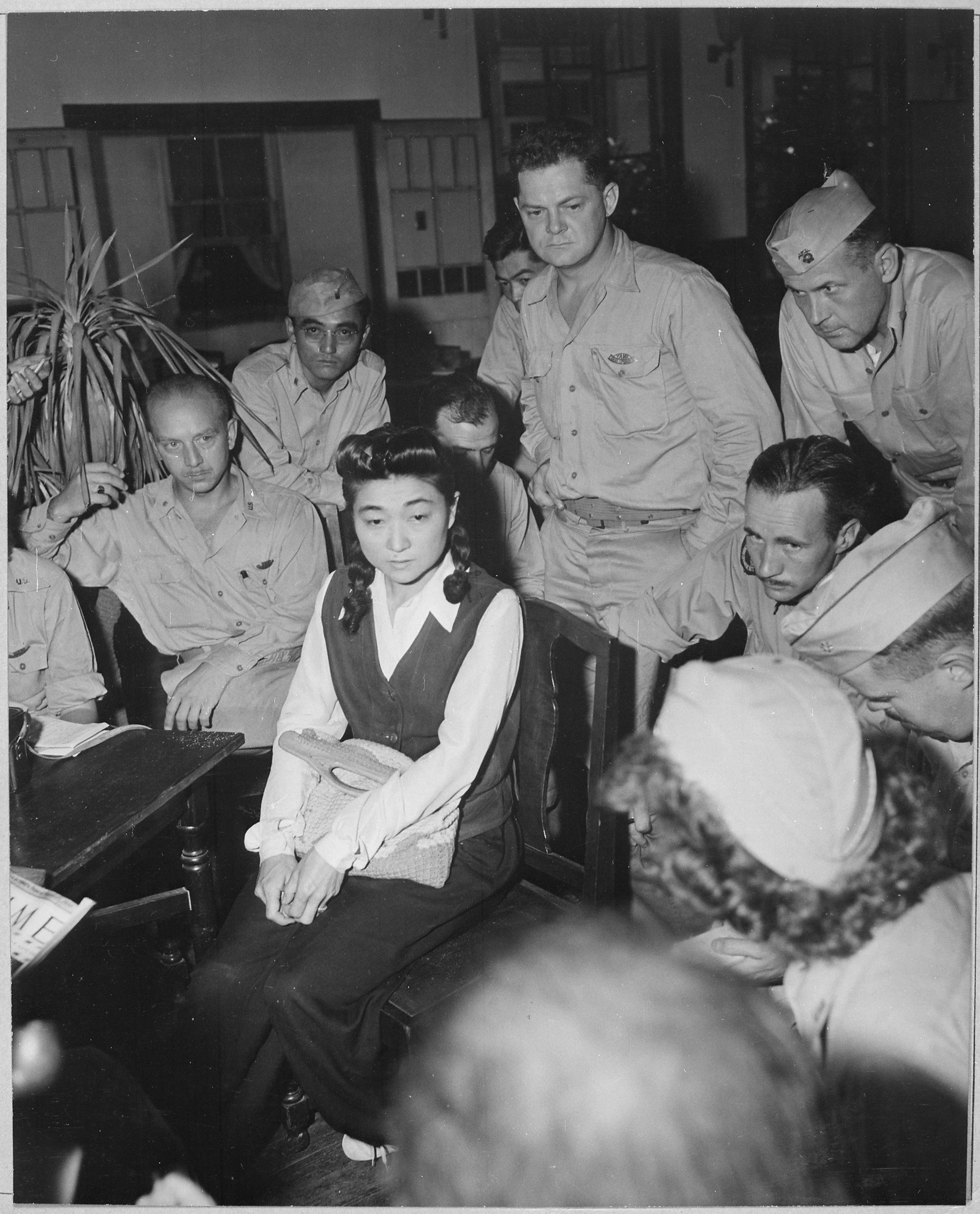
Тогури даёт интервью журналистам в сентябре 1945

После победы над Японией репортёр журнала «Cosmopolitan» Гарри Брандидж и репортёр службы «International News Service» Кларк Ли предложили Иве Тогури 2 тысячи долларов США (огромная по тем временам сумма даже для Японии) в обмен на эксклюзивное интервью. Тогури согласилась, чтобы попасть домой и заработать средств на жизнь, но вместо этого 5 сентября 1945 года была арестована в Йокогаме. За интервью Брандидж отказался платить и попытался продать рукопись под видом признания Тогури, и лишь через год её освободили — ни ФБР, ни Дуглас Макартур не смогли найти доказательств коллаборационизма Тогури с японцами, а американские и австралийские авторы текстов речей для Ивы также опровергли слухи о каком-либо сотрудничестве своей коллеги с японцами.
Согласно официальному сайту ФБР, расследование шло пять лет, и были опрошены сотни военнослужащих Армии США, участвовавших в войне против японцев, проверены многочисленные японские документы и прослушаны аудиозаписи речей Д’Акино. Корпус контрразведки также ничего не смог подтвердить, что могло бы уличить Иву в преступной деятельности. Ива просила разрешения вернуться в США, чтобы её ребёнок родился на территории США, однако радиоведущий Уолтер Уинчелл этому воспрепятствовал. Ребёнок Ивы родился в Японии, но через несколько дней скончался. Иву арестовали и доставили в Сан-Франциско 25 сентября 1948 года, где федеральная прокуратура предъявила ей обвинения в коллаборационизме и сотрудничестве с имперским японским правительством во время войны.

### Суд

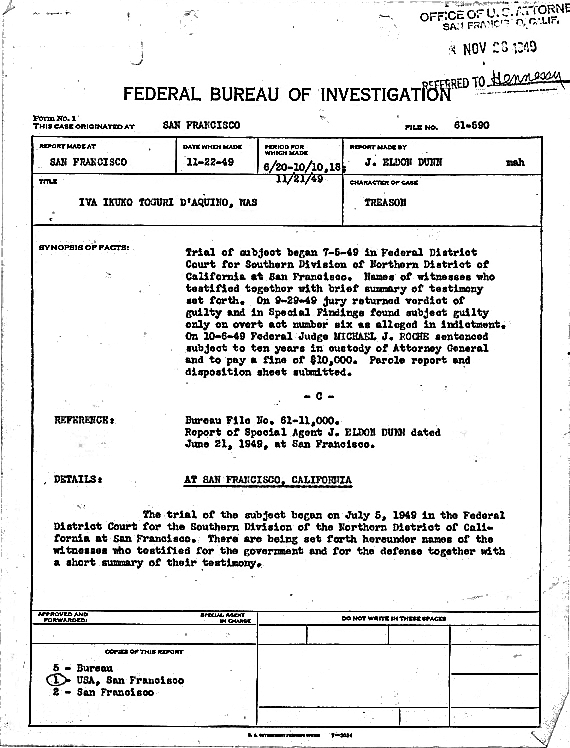
Протокол допроса ФБР

5 июля 1948 года начались слушания по делу Тогури, ей предъявили обвинения в государственной измене по восьми пунктам. Слушания шли в Федеральном окружном суде Сан-Франциско. Это дело стало самым дорогим и долгим в истории США на тот момент. Интересы Ивы защищал Уэйн Мортимер Коллинс, неоднократно защищавший японских граждан в суде. К делу был подключён Теодор Тамба, ставший близким другом Тогури вплоть до своей смерти в 1973 году.
29 сентября 1949 года суд в итоге признал Тогури виновным только в одном пункте обвинений: в октябре 1944 года в эфире Тогури объявила о потерях в составе ВМС США. Приговор составил 10 лет лишения свободы и 10 тысяч долларов штрафа. Коллинс заявил, что Тогури признали виновной без наличия каких-либо доказательств против неё. Своё наказание она отбывала в федеральной женской тюрьме в Олдерсоне (Западная Виргиния). Спустя 6 лет и 2 месяца, 28 января 1956 года, она была условно-досрочно освобождена и переехала в Чикаго. а вскоре ФБР установило, что Гарри Брандидж и Хирому Яги, свидетели обвинения, солгали на суде, однако никого привлечь к уголовной ответственности за лжесвидетельство не удалось.

## Президентское помилование
Дело Д’Акино оказалось чрезвычайно сложным. Присяжные сомневались в необходимости подобного решения: так, Том Девульф, специальный помощник генерального прокурора, неоднократно был участником дел по поводу пропаганды на радио и в конце концов потребовал пересмотреть дело Тогури, даже написав речь по поводу 4 июля. Однако Девульф столкнулся с рядом новых проблем: уже после осуждения Хирому Яги сознался, что солгал на суде. В 1976 году расследование Рона Йейтса из «Chicago Tribune» установило, что свидетели обвинения Кенкити Оки и Джордж Мицусио, давшие основные обвинительные показания против Тогури, специально солгали на суде: ФБР и оккупационная полиция США два месяца заставляли их заучивать показания, угрожая отдать под суд в случае отказа. Правда вскрылась и в передаче «60 Minutes» в репортаже Морли Сэйфера.
В 1977 году Джеральд Форд подписал указ об окончательном помиловании Ивы Тогури Д’Акино и её оправдании, основываясь на вновь открывшихся обстоятельствах: 19 января 1977 года, в его последний день пребывания в Белом доме, этот указ вступил в силу. Единогласно решение было поддержано Легислатурой Калифорнии, Лигой американских граждан японского происхождения и сенатором от Калифорнии Сэмюэлом Итиэ Хаякавой. Также было восстановлено гражданство США у Тогури.

## Смерть
15 января 2006 года Тогури была награждена премией Эдварда Херлихи за «несокрушимый дух, любовь к стране и пример отваги, проявленной в отношении американцев». Один из биографов назвал этот день в жизни Тогури самым запоминающимся в её жизни. 26 сентября того же года она скончалась в Чикаго от естественных причин.